# 1003 км
1003 км — упразднённый в 1998 году населённый пункт (тип: железнодорожная будка) в Кирово-Чепецком районе Кировской области России. На момент упразднения входил в состав Просницкого сельского округа. На 2021 год находится на окраине посёлка при станции Просница.

## География
Находится в центральной части региона, в подзоне южной тайги.

### Географическое положение
- д. Родыгинцы (↓ 0.8 км)
- ж/д буд. 1004 км (↘ 0.8 км)
- д. Миловцы (↙ 1.3 км)
- д. Пронькинцы (→ 1.3 км)
- д. Сметанники (↗ 1.3 км)
- д. Макаровцы (↙ 1.4 км)
- ж/д ст. Просница (↖ 1.4 км)
- д. Погудинцы (← 1.4 км)
- д. Лучники (← 1.5 км)
- д. Мильчаки (↘ 1.5 км)
- д. Тюлькинцы (↑ 1.6 км)

### Климат
Климат, как и во всём районе, характеризуется как континентальный, с продолжительной холодной многоснежной зимой и умеренно тёплым коротким летом. Среднегодовая температура — 1,3 — 1,4 °C. Средняя температура воздуха самого холодного месяца (января) составляет −14,4 — −14,3 °C (абсолютный минимум — −35 °С); самого тёплого месяца (июля) — 17,6 — 17,8 °C (абсолютный максимум — 35 °С). Безморозный период длится в течение 114—122 дней. Годовое количество атмосферных осадков — 500—700 мм, из которых около 70 % выпадает в тёплый период. Снежный покров устанавливается в середине ноября и держится 160—170 дней

## Топоним
Будка на 47 вер. Перм. ж. д. (1926), будка жд на 48 км (1939), 48 км (1950), 1003 км (1978).

## История
По переписи 1926 года имела статус будка и название «Будка на 47 вер. Перм. ж. д.». Входила в Вятский уезд, Просницкая волость,	Долгановский сельсовет.
Список населённых пунктов Кировской области 1939 года приводит данные по будке жд на 48 км, входящей в Просницкий район,	Долгановский сельсовет.
Список населённых пунктов Кировской области на 01.01.1950 года описывает будку	48 км, входящую в Просницкий район,	Долгановский сельсовет. В 4	хозяйствах 14 жителей (Источник: 1. Списки нас. пунктов Кировской области, составленные по данным похозяйственных книг на 1 января 1950 года. // ЦГАКО. Ф. 2344. Оп. 27. Ед. хр. 635. л. 712).	
В 1998 году исключён из учётных данных.

## Население
В 1950 году в 4 хозяйствах 14 жителей (Источник: 1. Списки нас. пунктов Кировской области, составленные по данным похозяйственных книг на 1 января 1950 года. // ЦГАКО. Ф. 2344. Оп. 27. Ед. хр. 635. л. 712).	
Согласно Всесоюзной переписи населения 1989 года проживали 2 человека, из них по 1 мужчине и женщине (Итоги Всесоюзной переписи населения 1989 года по Кировской области [Текст] : сб. Т. 3. Сельские населённые пункты / Госкомстат РСФСР, Киров. обл. упр. статистики. — Киров:, 1990. — 236 с. — С. 76).

## Инфраструктура
Путевое хозяйство Горьковской железной дороги.

## Транспорт
Доступна автомобильным и железнодорожным транспортом. В пешей доступности автодорога 33Р-013.